# Servantes de Marie Immaculée, filles de Sainte Thérèse
Les servantes de Marie Immaculée (en latin : Congregationis Sororum Ancillarum Mariae Immaculatae Protectricum Operariarum) dont le nom complet est servantes de Marie Immaculée, filles de sainte Thérèse, protectrices des ouvrières sont une congrégation religieuse féminine de droit pontifical.

## Historique
La congrégation est fondée le 25 mars 1884 à Valence (Espagne) par Jeanne-Marie Condesa Lluch pour venir en aide aux ouvrières.
Le 1er juillet 1892, Mgr Antolín Monescillo y Viso, archevêque de Valence approuve la congrégation, le décret diocésain d'approbation des constitutions est donné le 30 mars 1911 par Mgr Victoriano Guisasola y Menéndez, archevêque de Valence. Les servantes obtiennent l'agrégation à l'Ordre des Carmes déchaux en 1919.
L'institut reçoit le décret de louange du pape Pie XI le 24 avril 1937 et ses constitutions sont définitivement approuvées par le Saint-Siège le 27 janvier 1947. Après Vatican II, de nouvelles constitutions sont élaborées et le texte reçoit l'approbation pontificale le 14 mai 1980.

## Activités et diffusion
Les servantes de Marie Immaculée se consacrent à la formation professionnelle de la population ouvrière en particulier des femmes et à l'éducation chrétienne des enfants des ouvrières.
Elles sont présentes en :
- Europe : Espagne, Italie.
- Amérique : Chili, Guatemala, Panama, Pérou.

La maison-mère est à Valence en Espagne.
En 2017, la congrégation comptait 66 sœurs dans 14 maisons.

### Articles liés
- Ordre des Carmes déchaux
- Jeanne-Marie Condesa Lluch